# Liaoning
Liaoning (chinesisch 遼寧 / 辽宁, Pinyin Liáoníng) ist eine Provinz im Nordosten der Volksrepublik China.

## Geographie und Klima
Liaoning ist die südlichste der drei mandschurischen Provinzen im Nordosten Chinas. Die Provinz wird im Südosten von Nordkorea, im Nordosten von der Provinz Jilin, im Westen von Hebei und im Nordwesten durch die Innere Mongolei begrenzt. Im Süden hat Liaoning etwa 2900 Kilometer Küste zum Golf von Bohai im Südwesten und zum Gelben Meer im Südwesten.
Liaoning kann in drei Großlandschaften unterteilt werden: im Osten erstreckt sich von Nordosten nach Südwesten ein Hügelland (Changbai-Gebirge, Qian Shan) mit einer mittleren Höhe von 500 Metern (abschnittsweise bis 1000 Metern). Ausläufer dieses Hügellands ziehen bis in die Liaodong-Halbinsel, die zipfelartig in südwestliche Richtung ragt. Im Westen verlaufen ebenfalls Berg- und Hügelketten in südwestlicher Rechtung, die eine Höhe von 300 bis 500 Metern erreichen. Die beiden Hügelketten im Osten und Westen sind durch das Tal des Liao-Flusses voneinander getrennt. Die Küstenebene zum Golf von Bohai ist relativ schmal.
Der Yalu ist der Grenzfluss zwischen Nordkorea und China. Er mündet in die Koreabucht zwischen Dandong (Liaoning) und Sinŭiju (Nordkorea).
Das Klima der Provinz ist gemäßigt kontinental und vom Monsun geprägt. Es ist durch lange, kalte und trockene Winter, kurze Frühlinge und heiße, regenreiche Sommer gekennzeichnet. Die mittlere Temperatur im Januar liegt zwischen −5 und −17 °C und die im Juli zwischen 22 und 25 °C. Die Jahresmitteltemperatur beträgt 4 bis 10 °C. Der Niederschlag ist ungleich verteilt – im Osten an der Grenze zu Nordkorea bis 1000 mm jährlich und im Westen etwa 400 mm. In den Monaten Juni bis August sind etwa 60 Prozent des Jahresniederschlags zu erwarten. Etwa 150 bis 180 Tage im Jahr sind frostfrei.

## Geschichte
Historisch gehört Liaoning, wie die gesamte Mandschurei, nicht zu den Kernpovinzen des eigentlichen China, sondern war ursprünglich von mongolischen und tungusischen Stämmen besiedelt. Jedoch gab es schon frühzeitig eine zahlenmäßig kleine zerstreute han-chinesische bäuerliche Siedlung, die aus den viel dicht besiedelteren südlichen chinesischen Kernprovinzen eingewandert war.

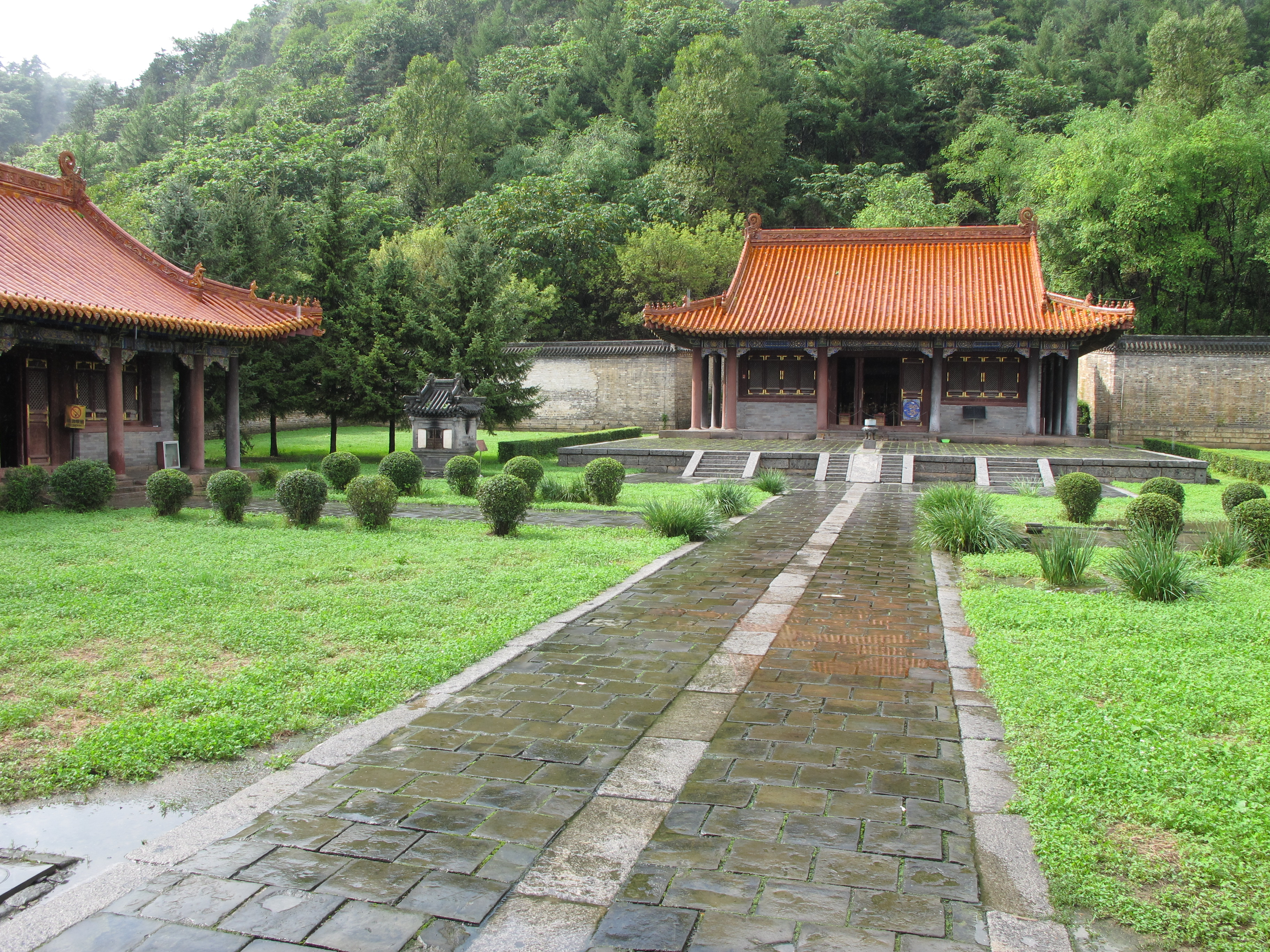
Grabanlage von Yongling, eine kaiserliche Begräbnisstätte aus der Zeit der Ming-Dynastie im Kreis Xinbin

Unter Shunzhi, dem ersten Kaiser der seit 1644 in China herrschenden Qing-Dynastie, wurde im Jahr 1653 mit dem „Rekrutierungsbefehl für Liaodong“ (遼東招民開墾令) der Kreis (縣 / 县,  Xiàn) Fengtian als Vorläufer der späteren Provinz Liaoning eingerichtet. Han-Chinesen wurden ermuntert, sich in der durch die Kriegswirren zum Ende der Ming-Dynastie entvölkerten südlichen Mandschurei anzusiedeln. Diese Ansiedlungspolitik wurde jedoch im Jahr 1668 unter Kaiser Kangxi wieder zugunsten einer „Verbotspolitik“ (封禁政策,  Fēngjìn zhèngcè) beendet, die die Ansiedlung von Han in der Mandschurei stark einschränkte, oder sogar gänzlich untersagte. In derselben Zeit wurde die Weidenpalisade zur Migrationskontrolle errichtet. Die Hintergründe für die Verbotspolitik sind in der Fachliteratur umstritten. Es wird angenommen, dass Landkonflikte zwischen den chinesischen Siedlern und den alteinsässigen Mandschu die Ursache waren, so dass die Qing-Regierung Partei für letztere ergriff, um das Stammland der Dynastie in seiner alten Organisationsform der Acht Banner weiter stabil aufrechtzuerhalten. Die Verbotspolitik wurde während der Herrschaft Yongzhengs (1723–1735) kurz durchbrochen, aber ansonsten bis ins 19. Jahrhundert verfolgt. Sie wurde jedoch nicht ganz konsequent umgesetzt, und die Han-Bevölkerung nahm im Laufe der Zeit durch Zuwanderung allmählich zu. Obwohl die Bevölkerungszahl Chinas zur Zeit der Qing-Herrschaft insgesamt stark expandierte, blieb die Mandschurei weiter relativ dünn besiedelt.
Im 19. Jahrhundert zeigte sich, dass die mandschurischen Provinzen in den Fokus der Interessen zweier benachbarter Mächte – Russland und Japan – gerieten. In den ungleichen Verträgen von Aigun 1858 und Peking 1860 verlor China große Teile der nördlichen und östlichen Mandschurei an das russische Zarenreich und den Zugang zum Japanischen Meer. Daraufhin begann die Qing-Regierung eine Umorganisation der Mandschurei. 1876 wurde in Fengtian eine Zivilverwaltung nach dem Muster chinesischer Provinzen eingerichtet und 1907, zwei Jahre nach dem Ende der russischen Besetzung der Mandschurei (1900–1905) wurden die drei mandschurischen Provinzen Fengtian, Jilin und Heilongjiang eingerichtet. Das Gebiet Lüshunkou (im Westen bekannt als Port Arthur) war von 1898 bis 1904 zunächst russisches, danach von 1905 bis 1945 japanisches Pachtgebiet. Auf dem Gebiet Liaonings fanden die wichtigsten Kampfhandlungen des Russisch-Japanischen Krieges 1904–1905 statt.
Mit dem Einrichten einer zivilen regulären Verwaltung in der Mandschurei begann auch eine Welle der chinesischen Einwanderung. Zwischen 1890 und 1937, dem Beginn des Zweiten Japanisch-Chinesischen Krieges, wanderten etwa 25 Millionen Chinesen aus dem chinesischen Kernland in die Mandschurei ein. Nach der Einigung der Republik China unter der Kuomintang (KMT) 1928 änderte die KMT-Regierung den Provinznamen am 5. Februar 1929 in Liaoning (遼寧). In der Anweisung Nr. 91 zur Namensänderung, die formal am 1. März 1929 in Kraft trat, wurde der „ewige Friede im Liao-Flussbecken“ (遼河流域永遠安寧) beschworen und daraus der neue Provinzname abgeleitet (安寧,  ānníng – „friedlich“). In einer langen Proklamation vom April 1929 unterstützte der lokale Warlord Zhang Xueliang die Namensänderung. Der neue Name war jedoch zunächst nicht sehr lange in Gebrauch. Nach dem von Japan provozierten Mukden-Zwischenfall vom 18. September 1931 wurde die Mandschurei einschließlich Liaonings von japanischen Truppen besetzt und im März 1932 der japanische Satellitenstaat Mandschukuo gegründet. Liaoning wurde wieder in ‚Fengtian‘ umbenannt. Im Rahmen von mehreren Verwaltungsreformen von Mandschukuo wurde Fengtian in den folgenden Jahren weiter in kleinere Provinzen aufgeteilt. Nach der japanischen Niederlage im Pazifikkrieg kam die gesamte Mandschurei 1945 wieder zur Republik China. In Port Arthur bestand von 1945 bis 1955 eine sowjetische Marinebasis, die 1955 an China zurückgegeben wurde.
Nach dem Sieg der Kommunisten im Chinesischen Bürgerkrieg und der Gründung der Volksrepublik China 1949 wurden die Verwaltungsgrenzen Mandschukuos zunächst provisorisch übernommen. Auf dem Gebiet des heutigen Liaoning bestanden die Provinzen Liaodong (遼東省,  liáodōng shĕng – „Ost-Liao-Provinz“) and Liaoxi (遼西省,  liáoxī shĕng – „West-Liao-Provinz“). Diese wurden 1954 zur Provinz Liaoning vereinigt. 1955 wurde Liaoning durch die Kreise Chaoyang, Jianping, Lingyuan, Jianchang, Beipiao und Harqin Linker Flügel der aufgelösten Nachbarprovinz Rehe vergrößert. Die Provinzgrenzen Liaonings blieben seitdem unverändert.

## Verwaltungsgliederung
Administrativ ist Liaoning auf Bezirksebene in zwei provinzunmittelbare Städte und 12 bezirksfreie Städte gegliedert. Auf Kreisebene gab es 100 Verwaltungseinheiten: 59 Stadtbezirke, 16 kreisfreie Städte, 17 Kreise und 8 autonome Kreise, und auf Gemeindeebene 1355 Verwaltungseinheiten: 514 Straßenviertel, 640 Großgemeinden, 147 Gemeinden und 54 Nationalitätengemeinden (Stand 2020).
| Verwaltungs- einheit           | Chin.    | Hanyu Pinyin   | Verwaltungs- zentrum | Fläche (km²) | Einwohner (2020) |
| ------------------------------ | -------- | -------------- | -------------------- | ------------ | ---------------- |
| Liaoning                       | 辽宁省   | Liáoníng Shěng | Shenyang             | 148.379,18   | 42.591.407       |
| — Provinzunmittelbare Städte — |          |                |                      |              |                  |
| Shenyang                       | 沈阳市   | Shěnyáng Shì   | Hunnan               | 12.859,89    | 9.027.781        |
| Dalian                         | 大连市   | Dàlián Shì     | Xigang               | 13.630,44    | 7.450.785        |
| — Bezirksfreie Städte —        |          |                |                      |              |                  |
| Anshan                         | 鞍山市   | Ānshān Shì     | Tiedong              | 9.255,36     | 3.325.372        |
| Fushun                         | 抚顺市   | Fǔshùn Shì     | Shuncheng            | 11.271,03    | 1.731.864        |
| Benxi                          | 本溪市   | Běnxī Shì      | Pingshan             | 8.413,94     | 1.326.018        |
| Dandong                        | 丹东市   | Dāndōng Shì    | Zhenxing             | 15.289,61    | 2.188.436        |
| Jinzhou                        | 锦州市   | Jǐnzhōu Shì    | Taihe                | 10.039,99    | 2.703.853        |
| Yingkou                        | 营口市   | Yíngkǒu Shì    | Zhanqian             | 5.399,80     | 2.328.582        |
| Fuxin                          | 阜新市   | Fùxīn Shì      | Xihe                 | 10.326,99    | 1.647.280        |
| Liaoyang                       | 辽阳市   | Liáoyáng Shì   | Wensheng             | 4.735,78     | 1.604.580        |
| Panjin                         | 盘锦市   | Pánjǐn Shì     | Xinglongtai          | 4.065,40     | 1.389.691        |
| Tieling                        | 铁岭市   | Tiělǐng Shì    | Tieling              | 12.984,51    | 2.388.294        |
| Chaoyang                       | 朝阳市   | Cháoyáng Shì   | Shuangta             | 19.697,78    | 2.872.857        |
| Huludao                        | 葫芦岛市 | Húlúdǎo Shì    | Longgang             | 10.408,68    | 2.434.194        |

### Größte Städte

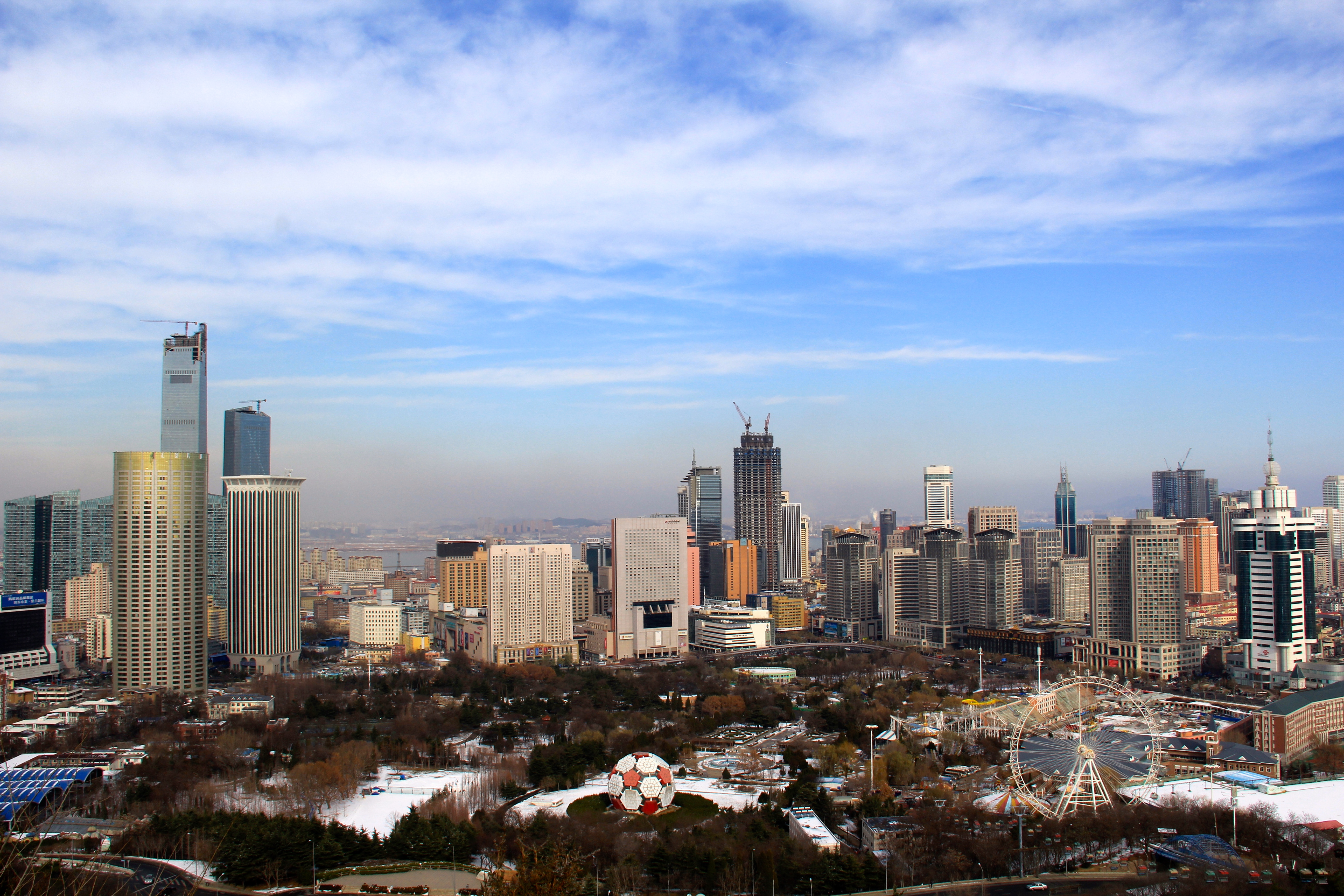
Dalian, zweitgrößte Stadt in der Provinz Liaoning

Die zehn größten Städte der Provinz mit Einwohnerzahlen der eigentlichen städtischen Siedlung auf dem Stand der Volkszählung 2020 sind die folgenden:
| Rang | Stadt    | Einwohnerzahl | Rang | Stadt    | Einwohnerzahl |
| 1    | Shenyang | 7.026.358     | 6    | Panjin   | 980.422       |
| 2    | Dalian   | 4.913.879     | 7    | Benxi    | 808.221       |
| 3    | Anshan   | 1.480.332     | 8    | Liaoyang | 764.504       |
| 4    | Fushun   | 1.228.890     | 9    | Huludao  | 764.241       |
| 5    | Jinzhou  | 1.021.478     | 10   | Dandong  | 748.983       |

## Bevölkerung
| Jahr | Einwohnerzahl |
| ---- | ------------- |
| 1954 | 18.545.147    |
| 1964 | 26.946.200    |
| 1982 | 35.721.693    |
| 1990 | 39.459.697    |
| 2000 | 41.824.412    |
| 2010 | 43.746.323    |
| 2020 | 42.591.407    |

Bei der Volkszählung 2020 bestand die Bevölkerung zu 84,92 % (36.169.617 Personen) aus Han-Chinesen. 15,08 % (6.421.790 Personen) gehörten ethnischen Minderheiten an. Im Vergleich zur Volkszählung im Jahr 2010 verringerte sich die Han-Bevölkerung um 933.557 Personen und ihr Anteil stieg um 0,11 Prozentpunkte. Die Bevölkerung verschiedener ethnischer Minderheiten verringerte sich um 221.359 Personen und der Anteil verringerte sich um 0,11 Prozentpunkte.
2013 lag die durchschnittliche Lebenserwartung bei 76,4 Jahren und damit über dem chinesischen Durchschnitt. Laut dem Zensus von 2010 beträgt die Fertilitätsrate in der Provinz nur 0,7 Kinder pro Frau und zählt damit zu den niedrigsten in China und weltweit.

## Wirtschaft
Liaoning ist eine traditionelle Schwerindustrieregion. Durch bedeutende Kohle- und Eisenerzvorkommen sind schon in der ersten Hälfte des 20. Jahrhunderts große Stahlwerke aufgebaut worden, in deren Umfeld sich später Metallverarbeitung, Maschinenbau, Schiffbau und Fahrzeugbau angesiedelt haben.
Zentren der chinesischen Steinkohleförderung und Stahlindustrie liegen im Nordosten der Provinzhauptstadt Shenyang bei der Stadt Fushun, im Südwesten mit der Stadt Anshan, und im Osten in Benxi. In Dalian befindet sich die größte Schiffswerft Chinas. Die Automobilindustrie konzentriert sich auf Shenyang mit BMW Brilliance Automotive und Dandong mit dem Bushersteller Huanghai. Auch in der landwirtschaftlichen Produktion spielt Liaoning eine bedeutende Rolle.

## Tourismus
Wichtigster Punkt für den Tourismus ist Dalian. In und um die Stadt gibt es Sandstrände und einige Erholungsorte.

## Fossilien
In der Provinz Liaoning befinden sich wichtige Fundorte von Fossilien, wie die Jiufotang-Formation, die Yixian-Formation und die Jiufotang-Formation.
Bei den Fossilien handelt sich um Vögel und andere gefiederte Theropoden, Flugsauriern (Pterosauriern), Säugetieren, Amphibien und wirbellosen Tieren. Die Fundorte befinden sich z. B. in kleinen Steinbrüche oder Felsen, die von Ackerland umgeben sind. Besonders bekannt ist der Fund von Sinosauropteryx, einen kleinen, gefiederten Dinosaurier. Er zählt zu den Coelurosaurieren, Vorläufer der Vögel. Andere Funde sind Caudipteryx und Protarchaeopteryx. Ein weiterer berühmter Fund ist Microraptor. Der ebenfalls hier ausgegrabene Saurier Liaoningosaurus wurde nach diesem Ort benannt.

## Persönlichkeiten
- Shan Xiaona (* 1983), deutsche Tischtennisspielerin chinesischer Abstammung
- Han Ying (* 1983), deutsche Tischtennisspielerin chinesischer Abstammung
- Ma Long (* 1988), chinesischer Tischtennisspieler
- Zhang Beiwen (* 1990), Badmintonspielerin
- Li Wenwen (* 2000), chinesische Gewichtheberin
- Liu Shengshu (* 2004), Badmintonspielerin